# Nogueira da Montanha
Nogueira da Montanha é uma povoação portuguesa sede da Freguesia de Nogueira da Montanha do Município de Chaves, freguesia com 16,67 km2 de área e 461 habitantes (censo de 2021), tendo, por isso, uma densidade populacional de 27,7 hab./km².

## Demografia
A população registada nos censos foi:
| Distribuição da População por Grupos Etários | Distribuição da População por Grupos Etários | Distribuição da População por Grupos Etários | Distribuição da População por Grupos Etários | Distribuição da População por Grupos Etários |
| -------------------------------------------- | -------------------------------------------- | -------------------------------------------- | -------------------------------------------- | -------------------------------------------- |
| Ano                                          | 0-14 Anos                                    | 15-24 Anos                                   | 25-64 Anos                                   | > 65 Anos                                    |
| 2001                                         | 93                                           | 81                                           | 331                                          | 188                                          |
| 2011                                         | 42                                           | 55                                           | 270                                          | 162                                          |
| 2021                                         | 32                                           | 29                                           | 207                                          | 193                                          |

## Património
- Castro de Santiago do Monte ou Crastas de Santiago
- Igreja de São Miguel (Nogueira da Montanha) ou Igreja Paroquial de Nogueira da Montanha
- Capela de Nogueira da Montanha

## Política

### Eleições autárquicas (Câmara Municipal)[6][7]
| Data | %     | %    | %     | %    | %     | %         |
| Data | PSD   | CDS  | PS    | CDU  | XIII  | Abstenção |
| 2005 | 40,08 | 1,95 | 54,64 | 1,34 |       | 45,38     |
| 2009 | 37,81 | 3,10 | 52,27 | 1,65 |       | 48,57     |
| 2013 | 44,90 | 0,90 | 9,30  | 2,20 | 36,30 | 46,40     |
| 2017 | 54,80 | 6,82 | 39,40 | 0,50 |       | 44,20     |

### Eleições autárquicas (Assembleia da Freguesia)[7][6]
| Data | Vereadores | Vereadores | Vereadores | Vereadores | Vereadores |
| Data | PSD        | CDS        | PS         | CDU        | XIII       |
| 2005 | 2          | 0          | 5          | 0          |            |
| 2009 | 2          | 0          | 5          | 0          |            |
| 2013 | 3          | 0          | 0          | 0          | 4          |
| 2017 | 5          | 0          | 2          | 0          |            |

### Eleições legislativas[8][9][10]
| Data | %     | %     | %     | %    | %    | %    | %         |
| Data | PSD   | CDS   | PS    | PPM  | BE   | CDU  | Abstenção |
| 2009 | 63,32 | 9,50  | 22,43 | 0,26 | 1,32 | 0,53 | 59,59     |
| 2011 | 70,66 | 7,69  | 16,24 | 0,85 | 0,28 | 1,34 | 60,83     |
| 2015 | 74,92 | 74,92 | 13,83 | 0,96 | 2,57 | 0,32 | 61,31     |
| 2019 | 59,40 | 4,14  | 21,80 | 1,50 | 1,13 | 1,13 | 62,69     |

### Eleições presidenciais[11]
| Data                    | %       |
| Data                    | 2016    |
| Marcelo Rebelo de Sousa | 85,46 % |
| Sampaio da Nóvoa        | 7,80 %  |
| Marisa Matias           | 2,84 %  |
| Maria de Belém          | 1,77 %  |
| Vitorino Silva          | 1,06 %  |

## Povoações
Nogueira da Montanha, Gondar, Maços, Carvela, Alanhosa, Santiago do Monte, Amoinha Velha, Capeludos, Sandamil, Santa Marinha e Sobrado.
| Milhafre   | Nogueira da Montanha | 2 hab  | 1,43 km² |
| Andorinha  | Gondar               | 20 hab | 1,68 km² |
| Cegonha    | Maços                | 30 hab | 1,57 km² |
| Cuco       | Carvela              | 60 hab | 1,41 km² |
| Pardal     | Alanhosa             | 25 hab | 1,36 km² |
| Rouxinol   | Santiago do Monte    | 25 hab | 1,59 km² |
| Estorninho | Amoinha Velha        | 45 hab | 1,53 km² |
| Tordo      | Capeludos            | 24 hab | 1,73 km² |
| Pombo      | Sandamil             | 30 hab | 1,49 km² |
| Gaio       | Santa Marinha        | 20 hab | 1,51 km² |
| Codorniz   | Sobrado              | 35 hab | 1,62 km² |

## Povoações vizinhas
Ladário, Vilaranda, Celeirós, Ferrugende, Friões, Vilarinho, Adagoi.